# 内川新田
内川新田（うちかわしんでん）は、神奈川県横須賀市の地名。住居表示未実施区域。

## 地理
横須賀市の南東部にある久里浜地区に属し、東に久里浜、南に久村、西に佐原、北に内川と接している。

## 世帯数と人口
2023年（令和5年）4月1日現在（横須賀市発表）の世帯数と人口は以下の通りである。
| 大字     | 世帯数  | 人口  |
| -------- | ------- | ----- |
| 内川新田 | 122世帯 | 285人 |

### 人口の変遷
国勢調査による人口の推移。
| 年                 | 人口 |
| ------------------ | ---- |
| 1995年（平成7年）  | 233  |
| 2000年（平成12年） | 289  |
| 2005年（平成17年） | 310  |
| 2010年（平成22年） | 296  |
| 2015年（平成27年） | 295  |
| 2020年（令和2年）  | 278  |

### 世帯数の変遷
国勢調査による世帯数の推移。
| 年                 | 世帯数 |
| ------------------ | ------ |
| 1995年（平成7年）  | 75     |
| 2000年（平成12年） | 101    |
| 2005年（平成17年） | 108    |
| 2010年（平成22年） | 108    |
| 2015年（平成27年） | 112    |
| 2020年（令和2年）  | 112    |

## 学区
市立小・中学校に通う場合、学区は以下の通りとなる（2022年3月時点）。
- 番・番地等 : 全域
  - 小学校 : 横須賀市立明浜小学校
  - 中学校 : 横須賀市立久里浜中学校

## その他

### 日本郵便
- 郵便番号 : 239-0837[2]（集配局 : 久里浜郵便局[12]）。